# ホルツミーネ42
ホルツミーネ42（ドイツ語: Holzmine 42、Hz-Mine 42とも。ホルツミーネは木製地雷の意）は、第二次世界大戦中にドイツで開発された対戦車地雷。

## 概要

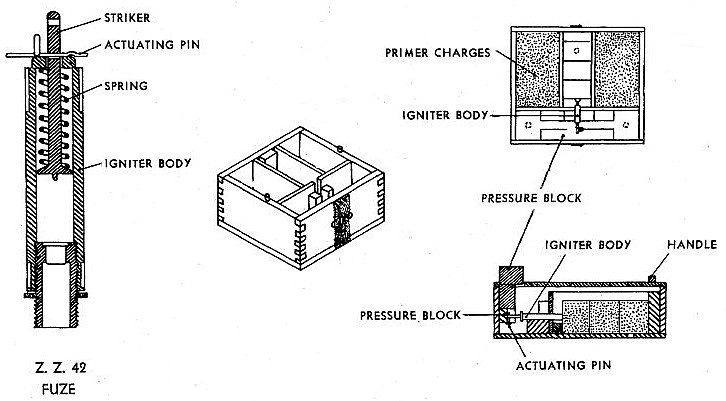
各部品

第二次世界大戦中、ドイツ軍は埋設した地雷が金属探知機で発見されることを避けるため、ガラスやプラスチック、木製など各種の非金属製地雷を開発した。ホルツミーネ 42はその一種で、箱型の木製筐体に4.5キログラムのアマトール（TNTと硝酸アンモニウムの混合爆薬）を充填したものである。筐体内部は4つに区切られており、うち1つに点火機構、１つに起爆薬、2つに主爆薬が収められていた。
上面に90キログラムの荷重がかかると点火機構が動作し、地雷が起爆する。また、敵による除去作業を妨害する目的で、地雷に1、2個の引っ張り式点火装置と起爆薬を追加し、作業者が持上げた際に起爆する仕掛けを施すこともあった。
なお、先行試作型としてホルツミーネ VB（またはVB Mi 1）というモデルがあり、少数が生産されている。